# Sala Bolognese
Sala Bolognese (Sèla in dialetto bolognese) è un comune italiano sparso di 8 444 abitanti della città metropolitana di Bologna in Emilia-Romagna. Dal gennaio 2012 fa parte dell'Unione dei comuni Terre d'acqua.
La frazione che ospita sede comunale, è Padulle, invece la più popolosa è Osteria Nuova.

## Storia

### Simboli
Stemma
Lo stemma comunale fu adottato nel 1848 e riconosciuto formalmente con DCG del 18 maggio 1936, riprendendo quello della nobile famiglia Sala di Bologna, feudataria del luogo: di rosso, alla sala di veicolo d'argento; colla bordura di nero, caricata di dieci bisanti d'oro.

Stemma della famiglia Sala di Bologna

La figura originale dello stemma di Sala è un "assale" ("sala" è un antico sinonimo e arma parlante), cioè l'organo (non rotante) del carro al quale sono infisse le ruote con la parte centrale più larga (raddoppiata quindi in larghezza) con due fori per l'innesto nel pianale. La blasonatura palo raddoppiato è stata intesa dal bozzettista ufficiale come raddoppiato in altezza per cui, complice anche la definizione di croce, essa viene rappresentata come una croce con il palo più lungo del normale.
Gonfalone
Il gonfalone è stato concesso con DPR del 24 marzo 1976.

## Monumenti e luoghi d'interesse

### Architetture religiose
- Pieve di Santa Maria Annunziata e San Biagio. Antica basilica romanica del 1096, uno degli edifici sacri più antichi in zona. La mensa d'altare, in marmo, è di riutilizzo, proviene quasi certamente da un antico tempio romano. Nel 1920 ha subito restauri che hanno eliminato, tra l'altro, molte discutibili aggiunte posticce di epoca barocca. Nel 1924 è stato costruito il campanile rispettando lo stile romanico-lombardo.
- Chiesa di San Biagio, parrocchiale nella frazione di Bonconvento - Edificata su una preesistente struttura, la costruzione dell'attuale chiesa risale alla fine del XVIII secolo che si completò nel 1813 come ricorda la lapide posta sopra il portale maggiore.[8]
- Chiesa di Santa Maria Assunta, parrocchiale nella frazione di Padulle. Chiesa trecentesca poi modificata tra il 1874 e il 1892.[9]
- Oratorio di Santa Maria Auxilium Christianorum - Oratorio di campagna popolarmente conosciuto come chiesolino di via Cappellina integra alcuni elementi architettonici tipici del territorio bolognese della seconda metà del XVIII secolo.

### Architetture civili
- Palazzo Zambeccari "Il Conte" (Bagno di Piano) - Palazzo cinquecentesco fornito di quattro torri angolari. Sono ancora visibili gli affreschi interni.
- Villa Minelli (Bagno di Piano) - Voluta nel XVIII secolo dalle Suore di Santa Maria degli Angeli come residenza estiva conserva una cappella settecentesca di notevole interesse.
- Villa Terracini (Osteria Nuova) - Villa del XVIII secolo circondata da un ampio parco. Notevole la ghiacciaia (sorta di "dispensa-frigo") e la cappella di San Gaetano costruita nel 1851 da Angelo Bassi.
- Ponte di Bagno (Bagno di Piano) - Ponte a volte romaniche (parzialmente distrutto da un crollo) costruito sul fiume Reno nel 1883 per permettere maggiori scambi commerciali tra il comune e il Centese, (Argelato (BO), Pieve di Cento (BO), Cento (FE) e via verso il mare e il Po).
- Bagnetto (Bagno di Piano) - Esempio di architettura degli anni venti. Questo stabilimento idrovoro del 1925 permette l'immissione delle acque del Reno nel Collettore delle Acque Basse.
- Casa Largaiolli (Padulle) - villa di campagna con parco addossata all'argine del Reno.

### Luoghi d'interesse naturalistico
- A.R.E. Dosolo (Padulle) - Area di Riequilibrio Ecologico situata tra il canale Dosolo e un secondo canale di confluimento delle acque. All'interno della zona si trovano alcuni boschi di alberi di specie diverse e un lago adatto all'osservazione degli uccelli acquatici in appositi punti mimetizzati. La zona comprende una cassa di espansione.

## Società

### Evoluzione demografica
Abitanti censiti

## Cultura

### Musei
- Giocars, il museo del giocattolo in movimento

## Amministrazione
Di seguito è presentata una tabella relativa alle amministrazioni che si sono succedute in questo comune.
| Periodo        | Periodo        | Primo cittadino | Partito                                      | Carica  | Note   |
| -------------- | -------------- | --------------- | -------------------------------------------- | ------- | ------ |
| 20 aprile 1988 | 27 giugno 1990 | Floriano Fazzi  | PCI                                          | Sindaco | [ 11 ] |
| 27 giugno 1990 | 24 aprile 1995 | Floriano Fazzi  | PDS, PCI                                     | Sindaco | [ 11 ] |
| 24 aprile 1995 | 14 giugno 1999 | Floriano Fazzi  | lista civica                                 | Sindaco | [ 11 ] |
| 14 giugno 1999 | 14 giugno 2004 | Floriano Fazzi  | centro-sinistra                              | Sindaco | [ 11 ] |
| 14 giugno 2004 | 8 giugno 2009  | Valerio Toselli | centro-sinistra                              | Sindaco | [ 11 ] |
| 8 giugno 2009  | 26 maggio 2014 | Valerio Toselli | lista civica                                 | Sindaco | [ 11 ] |
| 26 maggio 2014 | 26 maggio 2019 | Emanuele Bassi  | lista civica Collaborazione e partecipazione | Sindaco | [ 11 ] |
| 27 maggio 2019 | in carica      | Emanuele Bassi  | lista civica Collaborazione e partecipazione | Sindaco | [ 11 ] |